# Natação nos Jogos Olímpicos de Verão da Juventude de 2014 - 100 m bruços Rapazes
As provas de natação' dos' 100 m bruços de rapazes nos Jogos Olímpicos de Verão da Juventude de 2014 decorreram a 17 e 18 de Agosto de 2014 no natatório do Centro Olímpico de Desportos de Nanquim em Nanquim, China. O russo Anton Chupkov foi medalha de Ouro, seguido por Maximilian Pilger (Prata para a Alemanha) e Carlos Claverie, que foi Bronze pela Venezuela.

## Medalhistas
| Ouro   | RUS Anton Chupkov     |
| Prata  | GER Maximilian Pilger |
| Bronze | VEN Carlos Claverie   |

## Resultados da final
| Pos.              | Linha | Nadador               | Tempo total | Diferença |
| ----------------- | ----- | --------------------- | ----------- | --------- |
| Medalha de ouro   | 4     | RUS Anton Chupkov     | 1:01.29     |           |
| Medalha de prata  | 2     | GER Maximilian Pilger | 1:01.51     | +0.22     |
| Medalha de bronze | 5     | VEN Carlos Claverie   | 1:01.56     | +0.27     |
| 4                 | 3     | JPN Ippei Watanabe    | 1:01.66     | +0.37     |
| 5                 | 1     | CRO Nikola Obrovac    | 1:01.94     | +0.65     |
| 6                 | 6     | RSA Jarred Crous      | 1:02.17     | +0.88     |
| 7                 | 7     | HUN David Horvath     | 1:02.38     | +1.09     |
| 8                 | 8     | BRA Andreas Mickosz   | 1:02.82     | +1.53     |